# Klaus Höpcke

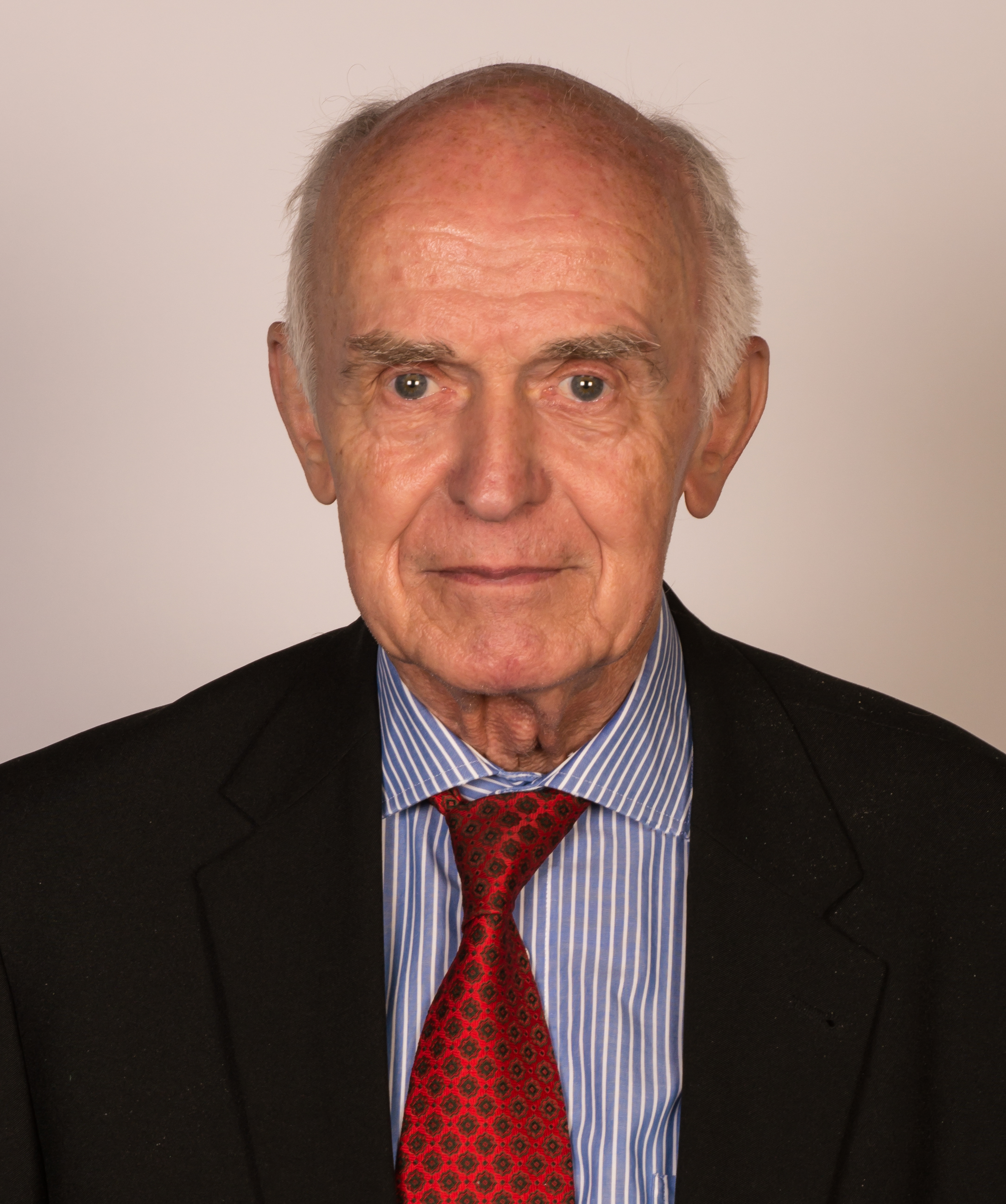
Klaus Höpcke, 2014

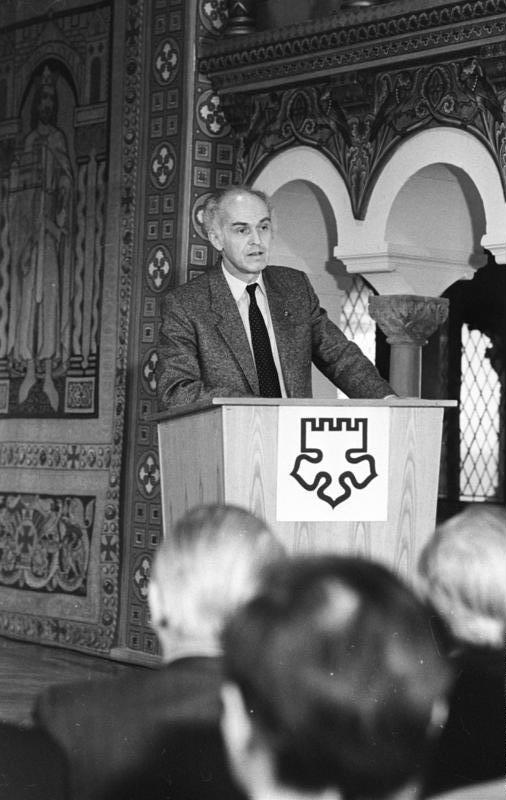
Klaus Höpcke bei einem Vortrag bei der „Lutherkonferenz“ auf der Wartburg, 1983

Klaus Höpcke (* 27. November 1933 in Cuxhaven; † 14. Oktober 2023 in Berlin) war ein Journalist und Politiker der SED und der PDS. Er war  stellvertretender  Minister für Kultur der DDR. In mehreren Funktionen war er mitverantwortlich für die Entwicklung und Umsetzung der zentral gelenkten Kulturpolitik der SED und der damit verbundenen staatlichen Zensur der DDR.

## Leben
Der Sohn einer Angestelltenfamilie besuchte die Grundschulen in Berlin und Burg Stargard sowie die Oberschule in Neubrandenburg. Nach dem Abitur studierte er von 1951 bis 1955 an der Fakultät für Journalistik der Universität Leipzig. Nach einem Praktikum beim SED-Organ Freiheit in Halle (Saale) war er bis 1960 wissenschaftlicher Assistent bzw. Oberassistent an der Fakultät für Journalistik der Karl-Marx-Universität.
Seit 1947 war er Mitglied der FDJ und seit 1953 der SED. Von 1960 bis 1962 war er stellvertretender Sekretär der Universitätsparteileitung der KMU und von 1962 bis 1964 Mitglied der SED-Bezirksleitung Leipzig, außerdem von 1962 bis Januar 1964 Erster Sekretär der FDJ-Bezirksleitung. Zugleich war er bis April 1964 Mitglied des Büros des Zentralrats der FDJ.
Von Februar 1964 bis März 1973 war Höpcke als Mitglied des Redaktionskollegiums des SED-Zentralorgans Neues Deutschland für Kultur, Kunst und Literatur zuständig.
Von März 1973 bis 1989 war Höpcke als Nachfolger von Bruno Haid stellvertretender Minister für Kultur und Leiter der Hauptverwaltung Verlage und Buchhandel. In der ihm zunehmend zu eng werdenden Rolle des „Bücherministers“, mithin obersten Zensors, agierte Höpcke zwiespältig. Einerseits verhinderte er persönlich das Erscheinen von DDR-kritischen Romanen und Erzählungen, wobei er sich dabei oft mit dem Apparat des Zentralkomitees und dem zuständigen Politbüromitglied Kurt Hager abstimmte (der Schriftsteller Erich Loest bezeichnete Höpcke als „Regierungskriminellen“). Andererseits ermöglichte er das Erscheinen unangepasster Schriften, sofern sie nicht auf absolute Konfrontation zum SED-Regime abzielten. So erhielt er 1985 ein Disziplinarverfahren, weil er die Druckerlaubnis für Volker Brauns „Hinze-Kunze-Roman“ erteilt hatte. Anfang 1989 wurde er wegen seiner Zustimmung zur PEN-Resolution für die Freilassung von Václav Havel erneut gemaßregelt.

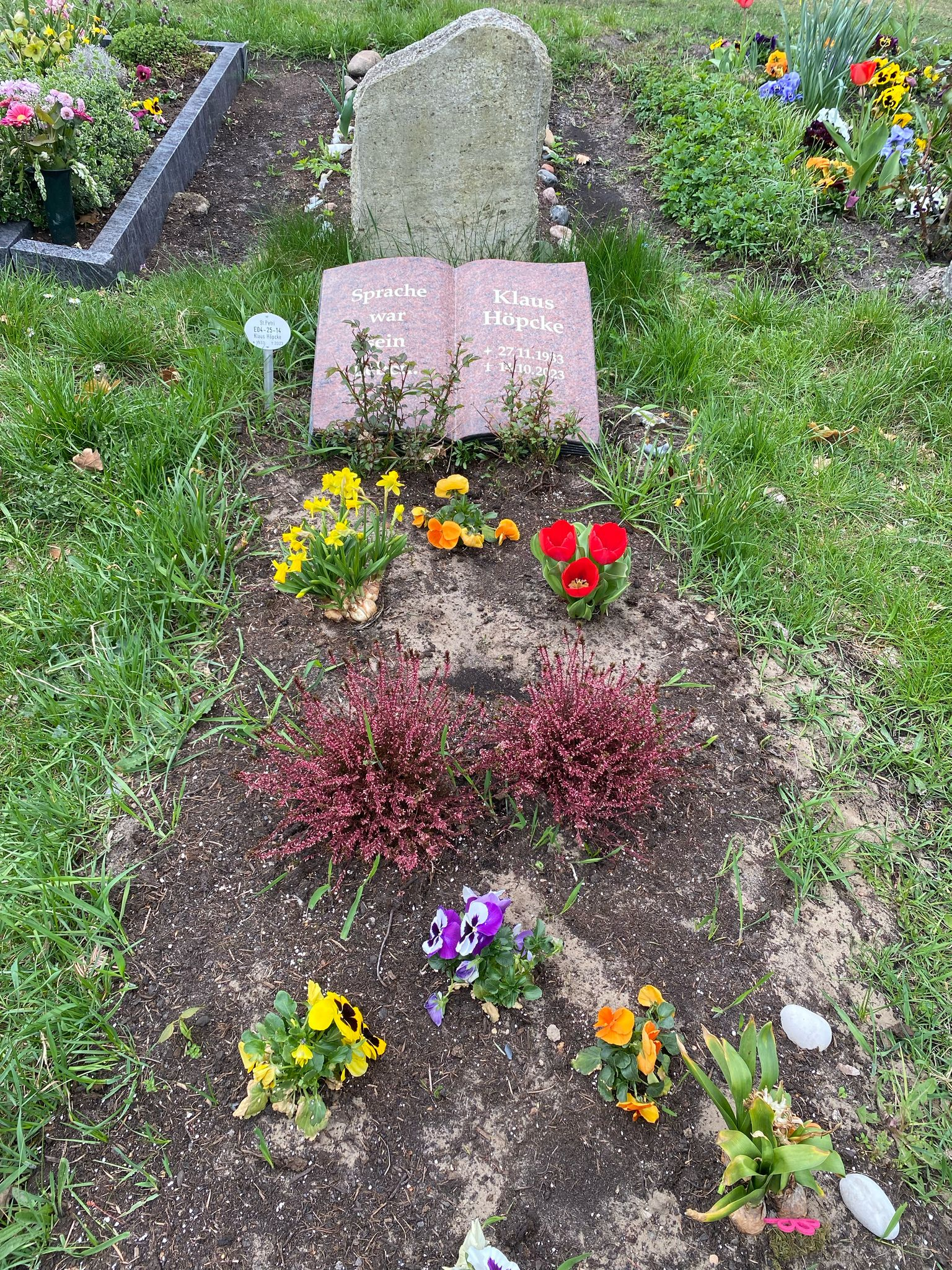
Grabstätte auf dem St. Petri-Luisenstadt-Kirchhof

Am 1. November 1989 wurde er Leiter der Kulturkommission beim Politbüro des ZK der SED und am 9. Dezember Mitglied des Präsidiums des Parteivorstandes der SED-PDS und Leiter der Kommission Kultur-, Wissenschafts- und Bildungspolitik. Von März bis Oktober 1990 war er Abgeordneter der Volkskammer und ab Mai Leiter der Grundsatzkommission beim Parteivorstand der PDS. Parteiübergreifend setzte er sich ab 1990 für die Sicherung und die Erhaltung des DDR-Archivguts ein und gehörte zu den Initiatoren der Stiftung Parteien und Massenorganisationen in der DDR (SAPMO) im Rahmen des Bundesarchivs.
Danach war er Landtagsabgeordneter in Thüringen, zunächst als Fraktionsvorsitzender der PDS, ab 1994 als wissenschafts- und hochschulpolitischer Sprecher. 1999 schied er aus dem Landtag aus.
Klaus Höpcke war Mitgründer und Vorstandsmitglied der Erik-Neutsch-Stiftung. Er wurde auf dem Berliner St. Petri-Luisenstadt-Kirchhof beigesetzt.

## Auszeichnungen
- 1964 Artur-Becker-Medaille in Gold
- 1976 Wilhelm-Bracke-Medaille
- 1983 Vaterländischer Verdienstorden in Silber

## Schriften
- Kultur in deinem Leben. Berlin 1967
- Probe für das Leben. Halle 1982
- Chancen der Literatur. Halle 1986
- Geordnete Verhältnisse? Streitbares aus dem Thüringer Landtag. GNN Verlag, Schkeuditz 1996
- Gegensteuern! 1998
- Meinung verpflichtet, GNN Verlag, Schkeuditz 2000. ISBN 3-89819-005-6
- Über linke Heimatliebe. Texte um die Jahrtausendwende. edition ost, Berlin 2008. ISBN 978-3-360-01098-8
- 50 Brücken. Antikriegsreden gegen den Überfall der NATO auf Jugoslawien, edition ost, Berlin 2009. ISBN 978-3-89793-183-1